# Garyops ferrisi
Garyops ferrisi är en spindeldjursart som först beskrevs av Chamberlin 1932.  Garyops ferrisi ingår i släktet Garyops och familjen Sternophoridae. Inga underarter finns listade i Catalogue of Life.